# Łojszyno
Łojszyno [wɔi̯ˈʂɨnɔ] (German Leussin) là một ngôi làng thuộc khu hành chính của Gmina Wolin, thuộc hạt Kamień, West Pomeranian Voivodeship, ở phía tây bắc Ba Lan.
Nó nằm khoảng 13 kilômét (8 mi) phía bắc của Wolin, 8 km (5 mi) về phía tây Kamień Pomorski và 60 km (37 mi) phía bắc thủ đô khu vực Szczecin.